# ロバート・ダンカンソン
ロバート・ダンカンソン（Robert S. Duncanson、Robert Seldon Duncanson もしくはRobert Scott Duncanson、1821年 - 1872年12月21日) は、アフリカ系アメリカ人の画家である。風景画を描き、「ハドソン・リバー派」の画家の一人に数えられる。

## 略歴
ニューヨーク州、セネカ郡の Fayetteで生まれた 。アフリカ系アメリカ人の父親とスイス出身のカナダ人母親の息子に生まれた。アメリカ合衆国とカナダの国籍を有していた。1828年に家族はミシガン州のモンローに移り、兄弟と大工、ペンキ屋として働いた後、1838年に画家になるために当時、商業地として急速に発展をしていたオハイオ州のシンシナティに移った 。肖像画家として働き、1842年には、3点の作品がシンシナティ美術アカデミー(Cincinnati Academy of Fine Arts)の展覧会に出展を認められた 。人種的な偏見からこの展覧会にダンカソンの家族が入場することは許されなかった。1845年頃からデトロイトでの仕事が多くなり、1849年に移りデトロイトにスタジオを開いた。1850年代には後援者もあらわれ、1853年にはヨーロッパを旅し、ヨーロッパの風景画も描いた。南北戦争が始まった後、1863年からヨーロッパに4年間滞在した。アメリカに帰国後、多くの展覧会で評価されたが、晩年は精神的な病気の冒され、デトロイトで51歳で亡くなった。

## 作品

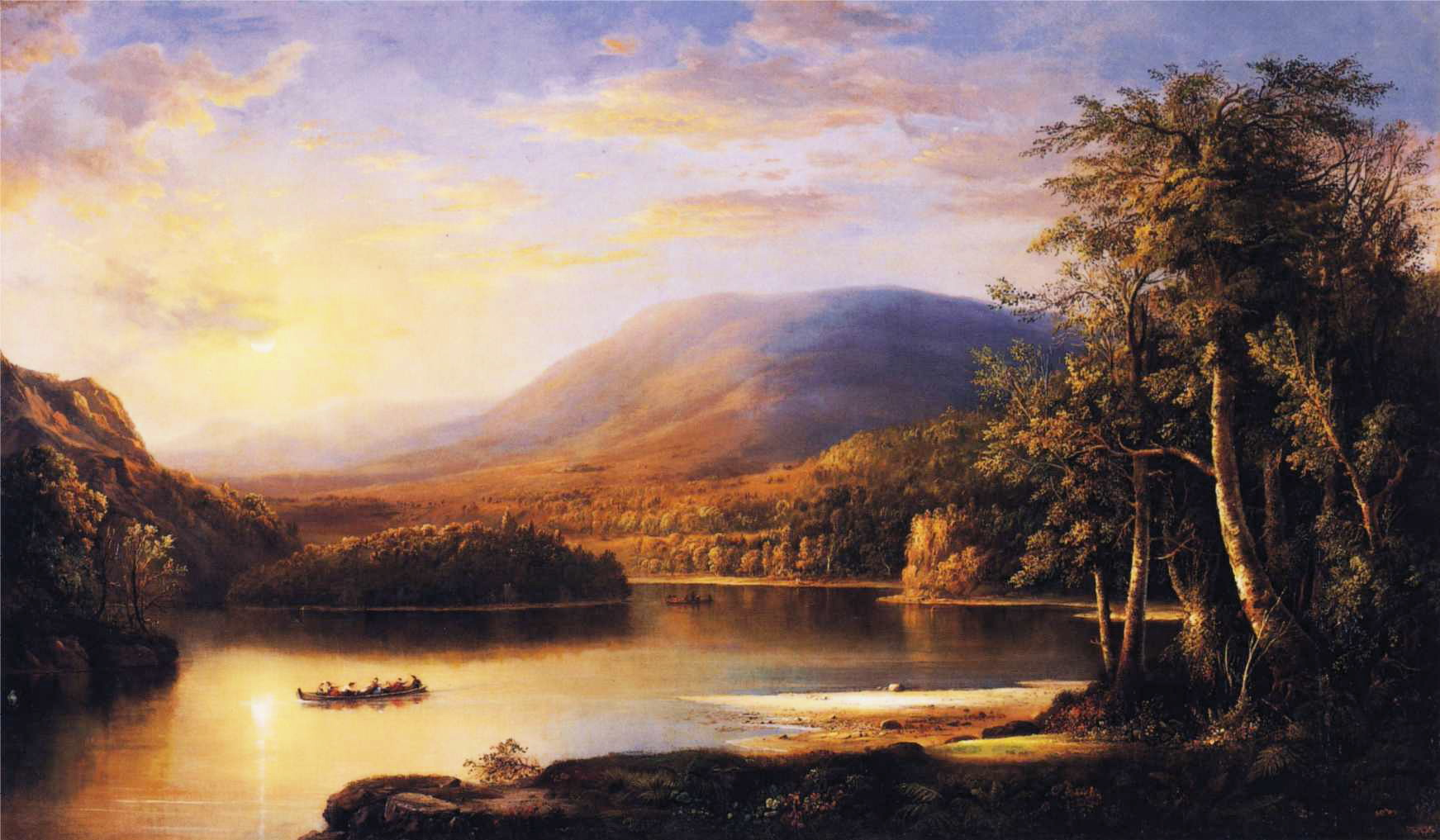
「Ellen's Isle」(c.1870)
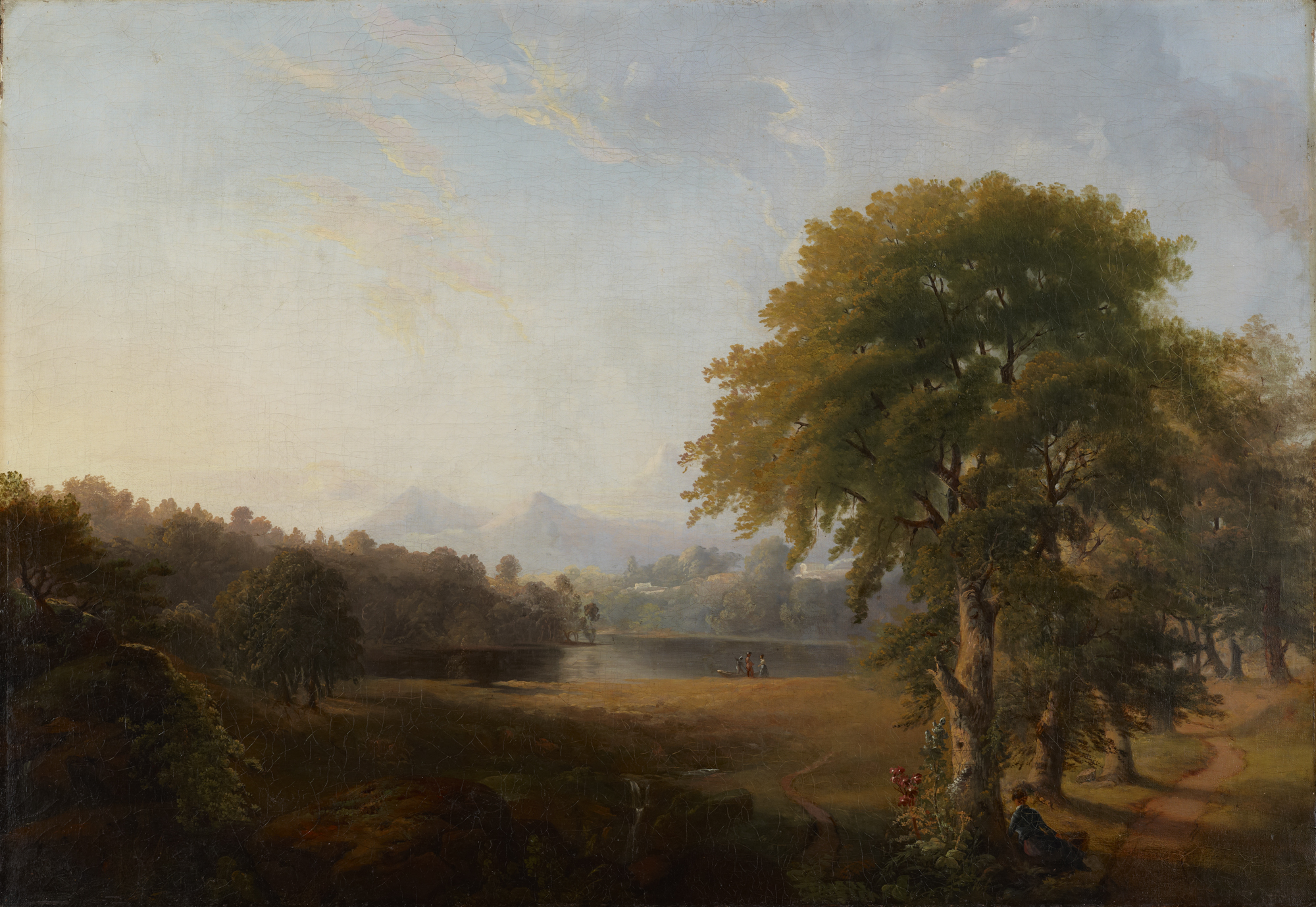
1850年代の風景画
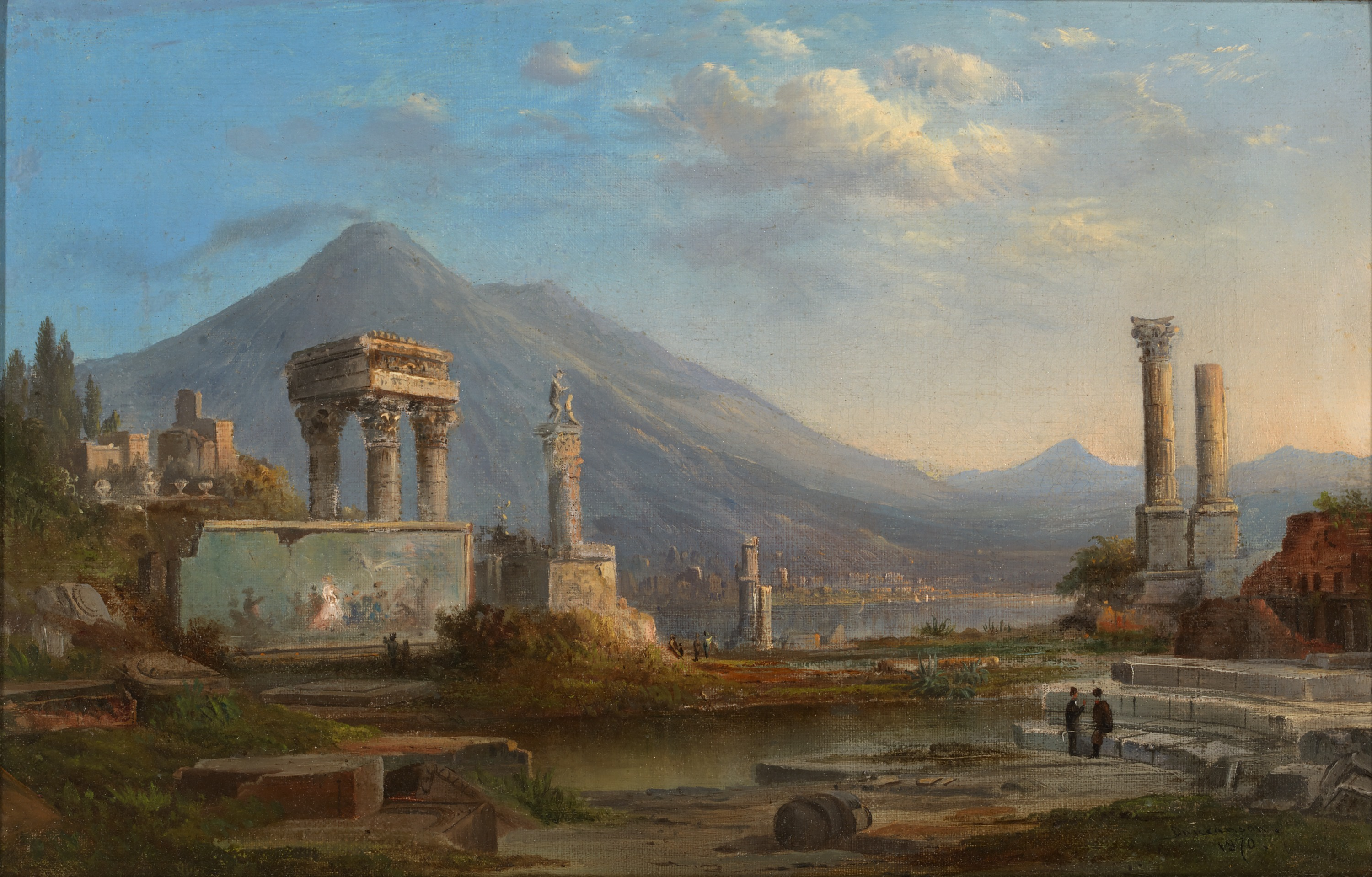
「ヴェスヴィオ火山とポンペイ」(1870)

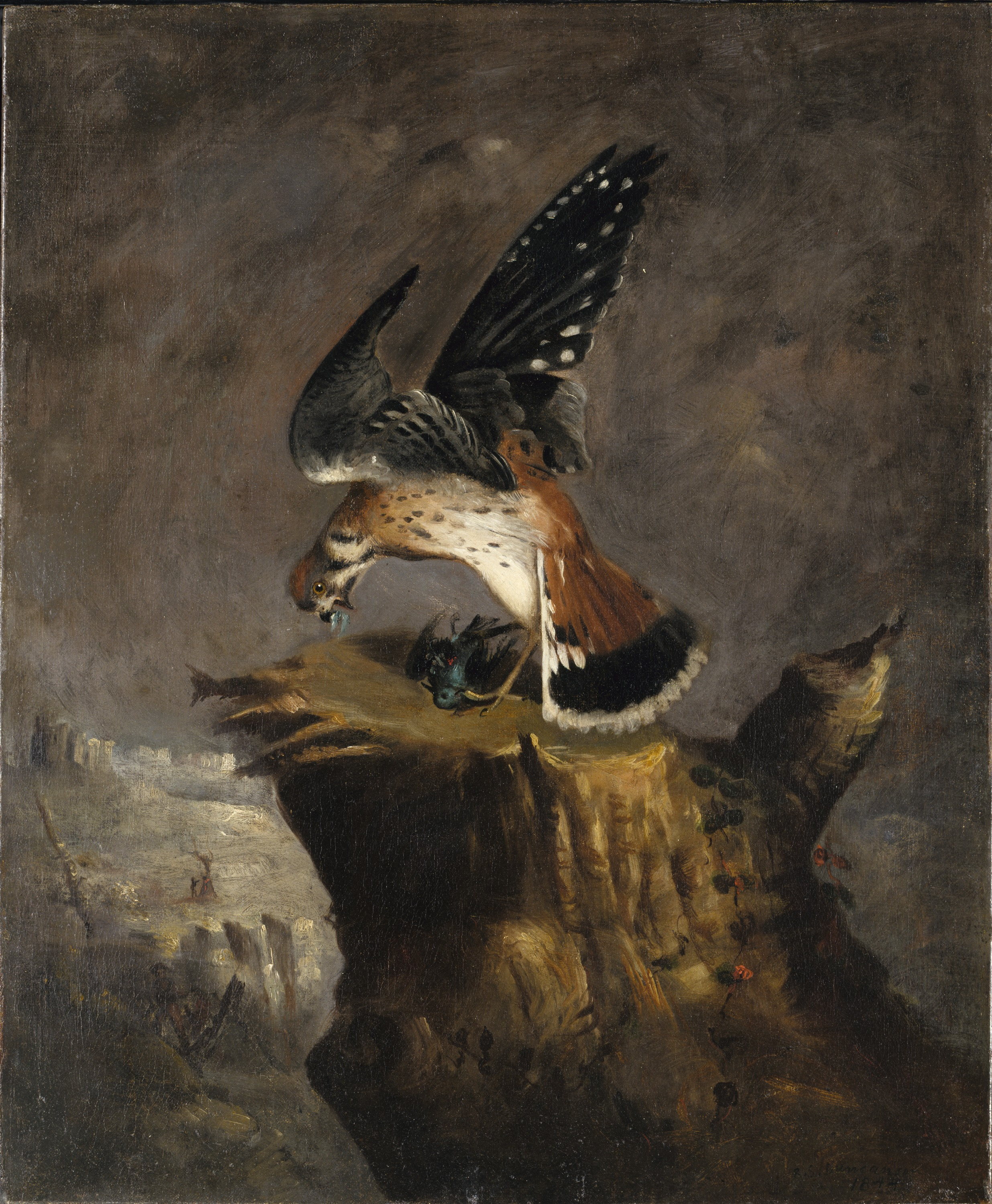
「ハゲタカと獲物」(1844)
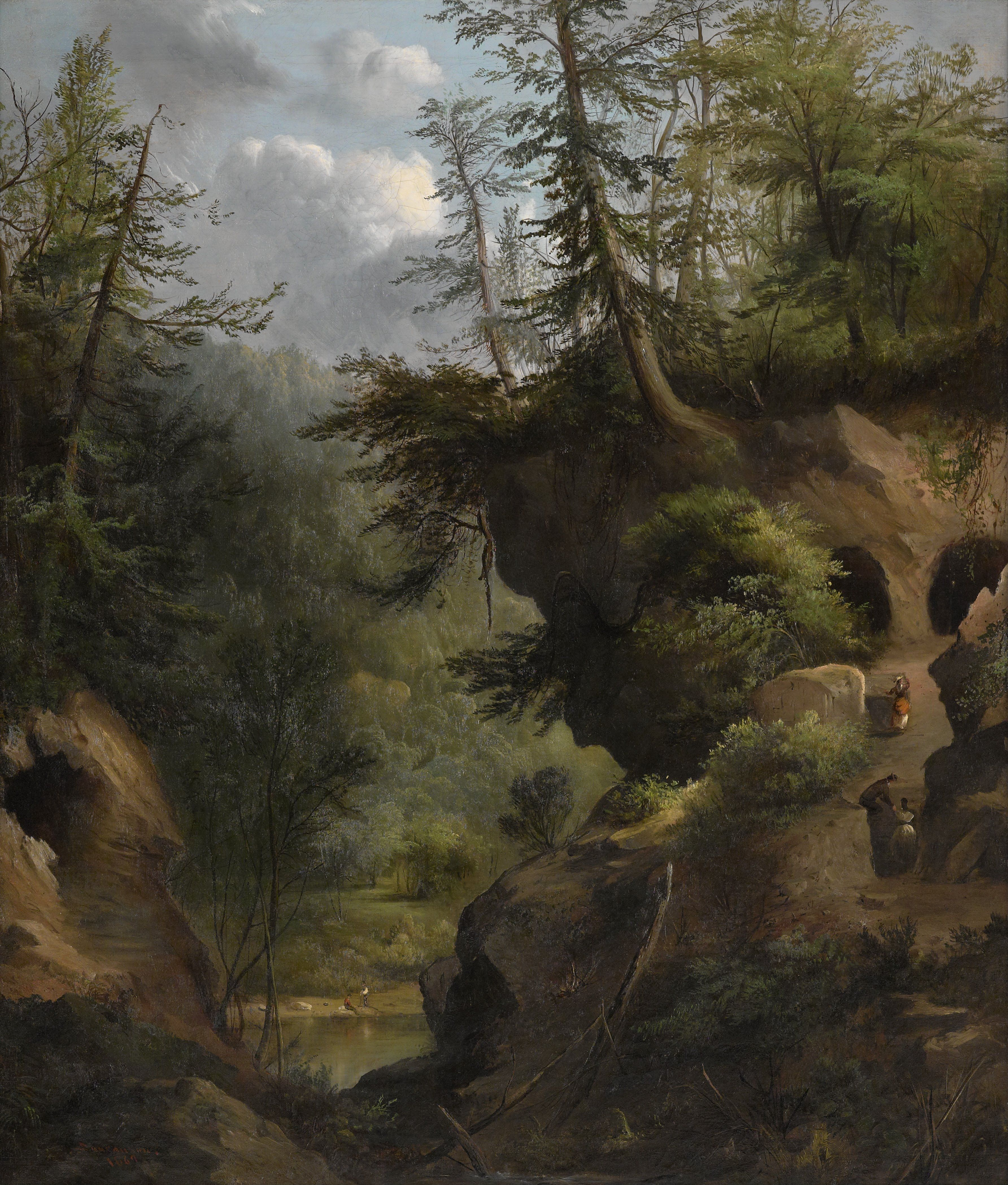
谷間 (1869)
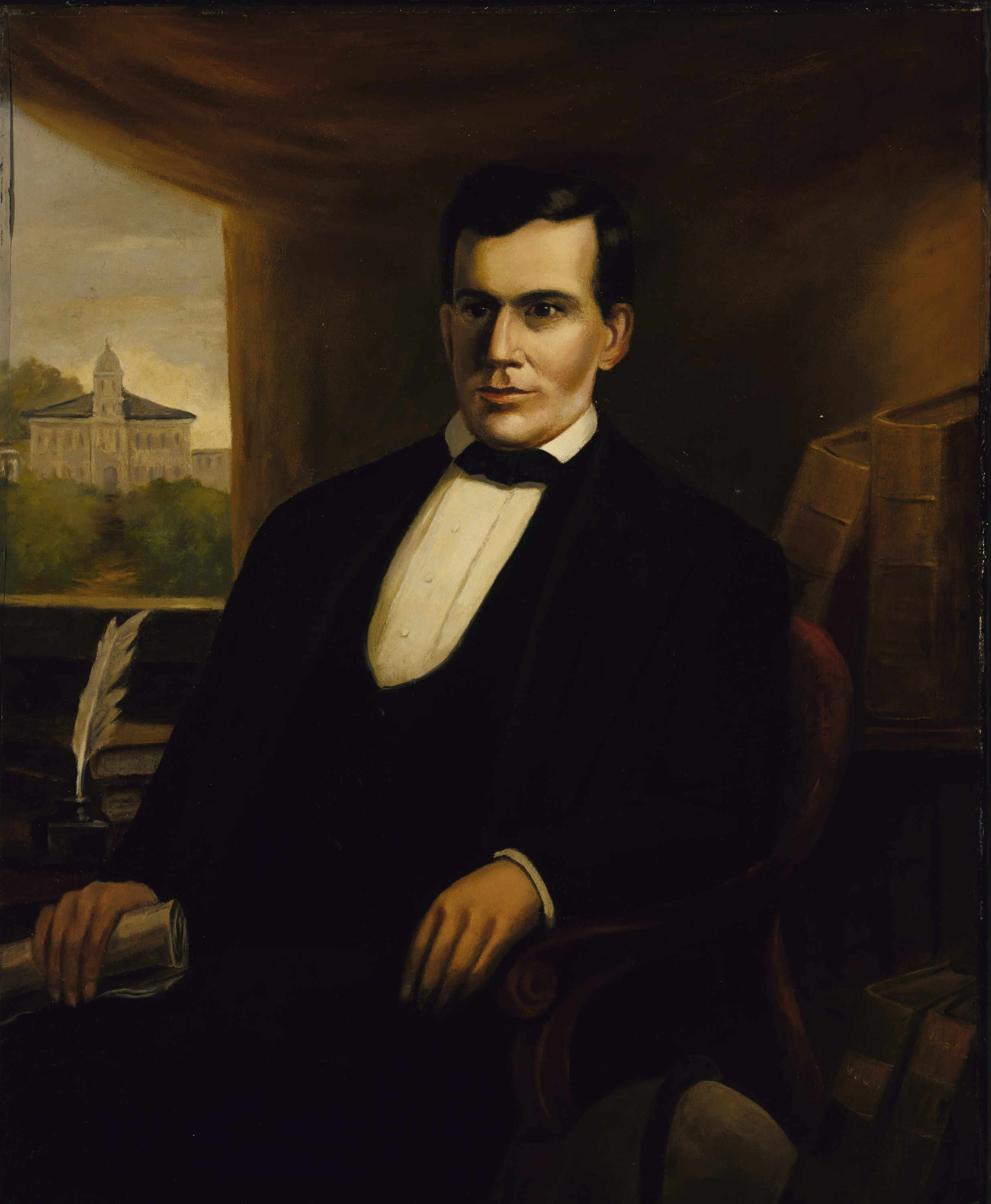
Freeman Cary-教育家(1856)
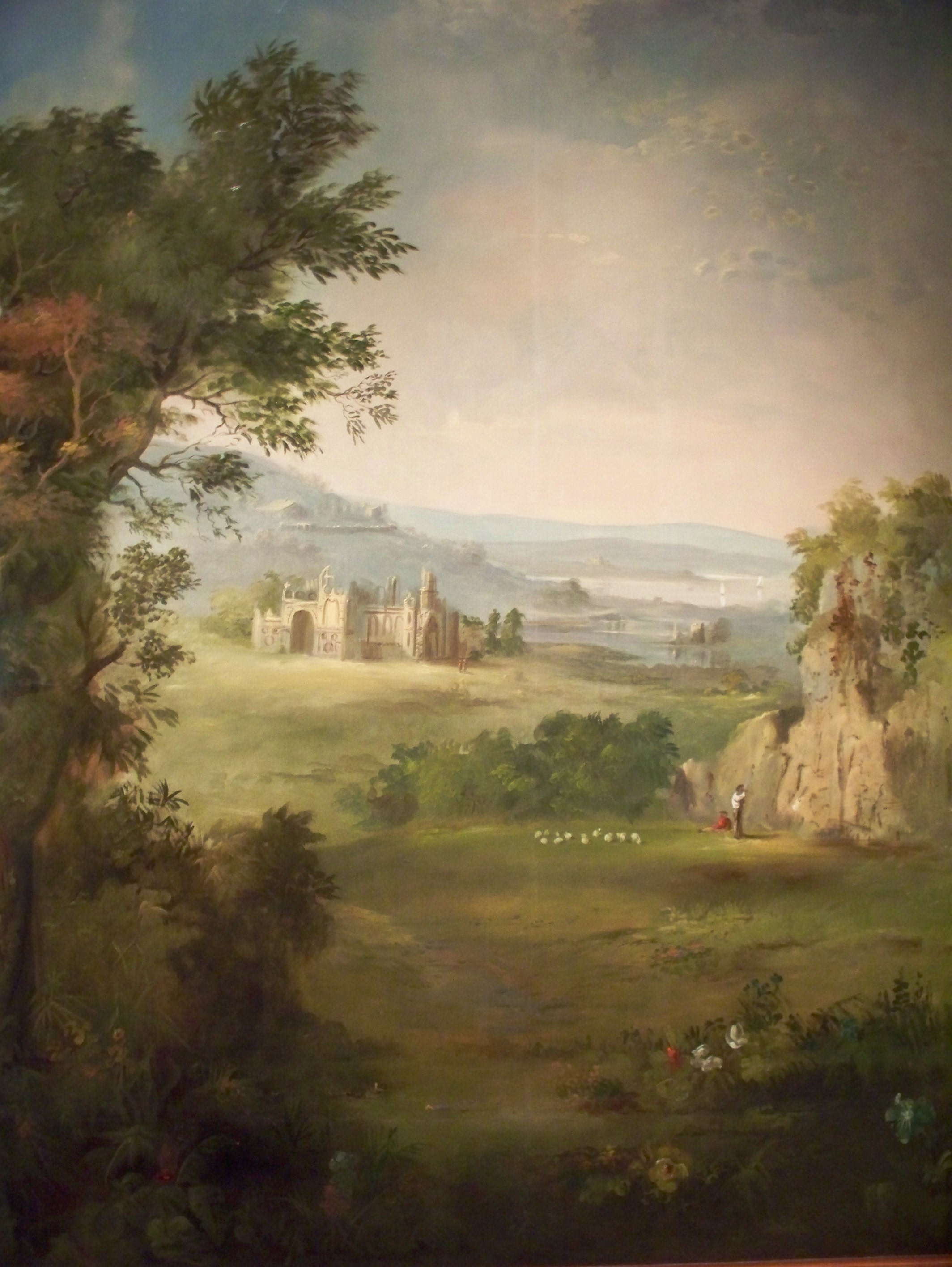
(1932)